# Отшельник (картина Сулоаги)
«Отшельник» — картина испанского художника Игнасио Сулоаги из собрания Государственного Эрмитажа.
На картине изображён длинноволосый мужчина с короткой бородой, в белой рубахе и тёмно-коричневых штанах. На его голове терновый венец, в руках он держит человеческий череп и придерживает локтем посох, подпоясан грубой верёвкой. В левой нижней части намечен контур корзины, оставшейся недописанной. Справа внизу стоит подпись художника: I. Zuloaga.
Посох, череп и грубая верёвка являются классическими атрибутами изображения в живописи христианских святых: с черепом традиционно изображают святого Иеронима, небольшой посох — атрибут Онуфрия Великого, Франциск Ассизский на многих картинах показан подпоясанным грубой верёвкой с тремя узлами — символами трёх данных им обетов: бедности, целомудрия и послушания. Терновый венец содержит отсылку к Иисусу Христу. Главный научный сотрудник Отдела западноевропейского изобразительного искусства Государственного Эрмитажа, доктор искусствоведения А. Г. Костеневич сообщает что иконографический типаж «Отшельника» Сулоаги восходит к работам Сурбарана и Риберы.
Российский искусствовед Н. Б. Демина, описывая картину, отмечала:

В стремлении к обновлению языка живописи, преобразованию сложившихся схем, Сулоага создаёт здесь новый тип религиозной композиции. Верный принципам монументальности, художник не отказывается от объёмной проработки фигуры, сохраняя связь с классической школой.

Под классической школой Дёмина имеет ввиду не только Сурбарана и Риберу, но и Веласкеса и особенно Эль Греко.
Картина написана в 1904 году и в 1909 году была показана публике на выставке в Дюссельдорфе, где, по всей вероятности, её приобрёл С. И. Щукин. После Октябрьской революции собрание Щукина было национализировано и с 1923 года картина находилась в Государственном музее нового западного искусства. В 1931 году была передана в Государственный Эрмитаж. Из-за недостатка экспозиционных площадей в Эрмитаже картина долгое время находилась в запасниках и демонстрировалась лишь на редких временных выставках. С 2017 года выставляется в здании Главного штаба, на 4-м этаже в зале испанской живописи конца XIX — начала XX века.